# شيبارد سولومون
شيبارد سولومون (بالإنجليزية: Sheppard Solomon)‏ هو كاتب أغاني أمريكي، ولد في 12 ديسمبر 1969 في نيويورك في الولايات المتحدة.

## وصلات خارجية
- شيبارد سولومون على موقع ميوزك برينز (الإنجليزية)
- شيبارد سولومون على موقع ديسكوغز (الإنجليزية)